# Warren Goldfarb
Warren David Goldfarb (né en 1949) est professeur Walter Beverly Pearson de mathématiques modernes et de logique mathématique à l'Université de Harvard. Il se spécialise dans l'histoire de la philosophie analytique et de la logique, notamment à propos du problème classique de la décision.

## Formation et carrière
Il obtient sa licence et son doctorat en philosophie à l'Université Harvard sous la direction de Burton Dreben et est membre de la faculté de Harvard depuis 1975. Il est titularisé en 1982, le seul philosophe à avoir été promu titulaire à Harvard entre 1962 et 1999.
Prof. Goldfarb est également l'un des fondateurs du Harvard Gay &amp; Lesbian Caucus et est l'un des premiers membres ouvertement homosexuels du corps professoral de Harvard,.

## Philosophie
Goldfarb est un éditeur des volumes III-V des Œuvres Collectées de Kurt Gödel. Il a également publié des articles sur d'importants philosophes analytiques, dont Frege, Russell, Wittgenstein, Carnap et Quine.

## Publications sélectionnées

### Ouvrages
- The Decision Problem: Solvable Classes of Quantificational Formulas, Addison-Wesley, 1979.  (ISBN 0-201-02540-X) (with Burton Dreben).
- Deductive Logic, Hackett, 2003.

### Articles
- "Logic in the Twenties: the Nature of the Quantifier", The Journal of Symbolic Logic (1979)
- "I want you to bring me a slab: Remarks on the opening sections of the Philosophical Investigations, Synthese (1983)
- "Kripke on Wittgenstein on Rules", The Journal of Philosophy (1985)
- "Poincare Against the Logicists", in History and Philosophy of Modern Mathematics (University of Minnesota Press, 1987)
- "Wittgenstein on Understanding", Midwest Studies in Philosophy (1992)
- "Frege's Conception of Logic", in Future Pasts:  The Analytic Tradition in the 20th Century, Juliet Floyd et Sanford Shieh (Oxford University Press, 2001)
- “Rule-Following Revisited", in Wittgenstein and the Philosophy of Mind, Jonathan Ellis et Daniel Guevara (Oxford University Press, 2012).